# Jörg Neun
Jörg Neun (Ortenberg, 7 maggio 1965) è un ex calciatore tedesco, di ruolo centrocampista o difensore.

## Palmarès

### Club

#### Competizioni nazionali
- Coppa di Germania: 1

Borussia Mönchengladbach: 1994-1995